# Алкогольные пояса Европы

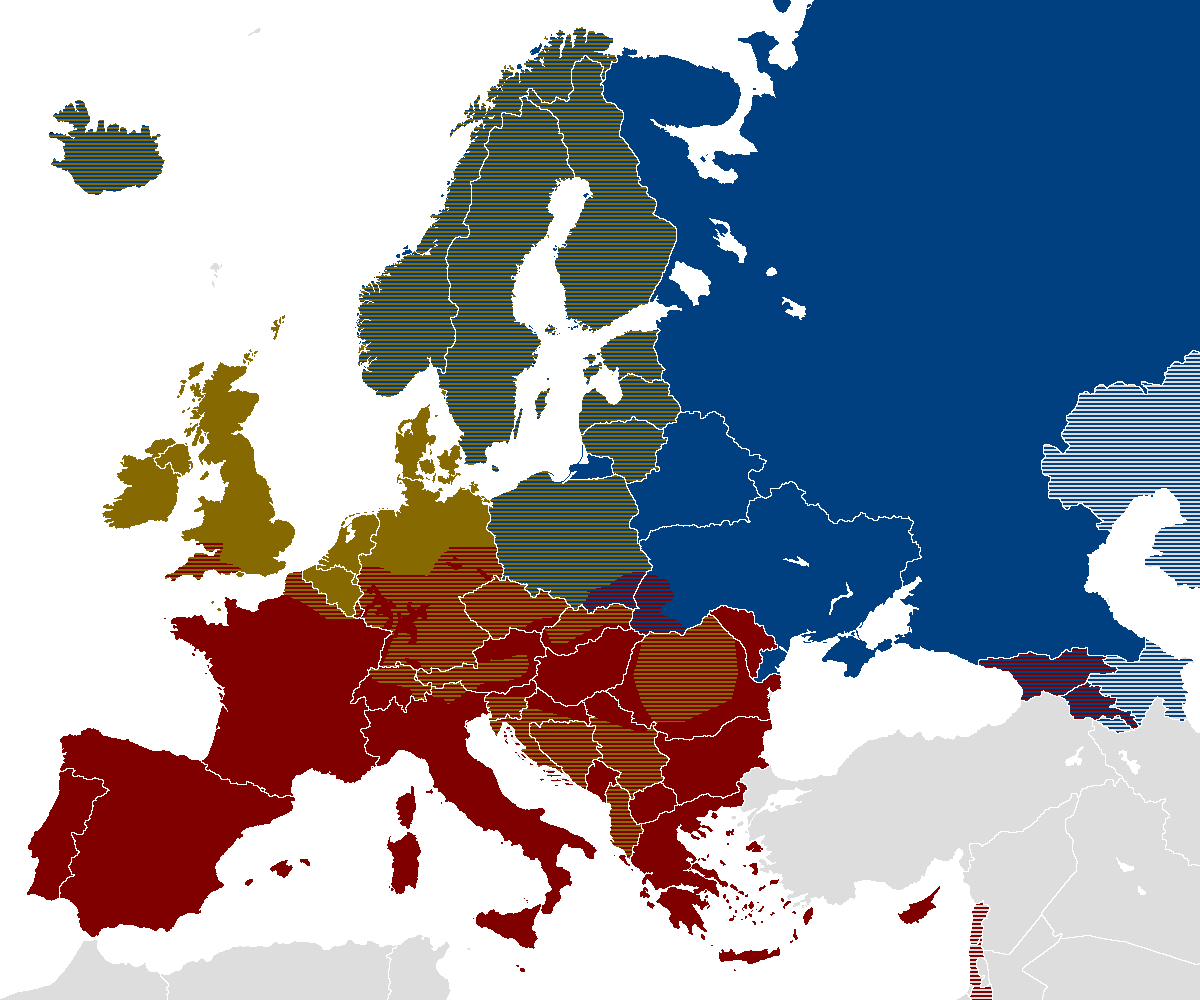
Алкогольные пояса Европы:
Водочный пояс
Пивной пояс
Винный пояс

Алкогольные пояса Европы — регионы Европы (государства и страны), которые ассоциируются с характерным потреблением определённых алкогольных напитков: водки, пива, вина.

## Водочный пояс
К водочному поясу обычно относят государства и страны с холодным климатом, а именно:
- Государства и страны северной Европы (в том числе Финляндия, Норвегия, Исландия, Швеция и Гренландия, но не Дания)[1].
- Эстония
- Латвия
- Литва
- Польша[2]
- Беларусь
- Россия
- Украина
- Словакия

Страны ЕС, предпочитающие водку, производят более 70 % водки в ЕС. Предпочтение водки иногда ассоциируется исключительно со славянскими странами в Центральной и Восточной Европе, так как они являются исторической родиной водки (Польша и Россия являются странами, чаще всего связываемыми с изобретением напитка). До XIX века водка считалась «народным напитком», который был распространён среди крестьян, составлявших большинство населения в большинстве стран того времени, в то время как аристократия предпочитала импортные вина или другие алкогольные напитки. Есть исключения, такие как зубровка, разновидность польской водки, которая восходит к XVI веку и стала популярной среди шляхтичей (дворянство), а также крестьянства ещё в XVIII веке.
Северную Шотландию иногда включают в список государств и стран «спиртового пояса», так как самым распространённым алкогольным напитком там является не водка, а другой разведённый дистиллированный спирт — виски.

Карта Европы с отдельными странами, сгруппированными по предпочитаемому типу алкогольных напитков, на основе зарегистрированного потребления алкоголя на душу населения (возраст 15+) (в литрах чистого алкоголя) в 2016 г.
Вино
Пиво
Водка

Южная граница «водочного пояса» примерно соответствует −2 °C изотерме января. К югу от этой температуры «водочный пояс» сменяется либо на пивной, либо на винный. За исключением субтропиков — южного берега Крыма, Украина, а также некоторых регионов юга России, выращивание винограда невозможно или очень затруднено в водочном поясе, и исторически не сложилось.

## Пивной пояс
«Пивной пояс» — это территория, занимаемая государствами и странами Европы, в которых пиво является исторически самым популярным алкогольным напитком. Пивной пояс расположен к юго-западу от водочного пояса и к северо-востоку от винного пояса.
Пивной пояс включает следующие государства и страны:
- Бельгия[8]
- Нидерланды
- Дания
- Великобритания
- Германия
- Австрия
- Люксембург
- Чешская Республика
- Словакия
- Польша
- северные и восточные кантоны Швейцарии
- французские регионы Эльзас, Лотарингия и Нор-Па-де-Кале и департамент Арденн.

Пивной пояс смешивается с винным во французских регионах, а также в юго-западной части Германии и Австрии, из-за значительного потребления и/или производства вина там. Польша также относится к водочному поясу.
Исторически сложилось так, что пиво стало основным алкогольным напитком в регионах с меньшим влиянием Римской империи и с более холодным климатом, где зерновые являются основными сельскохозяйственными продуктами. Иногда к пивному поясу относят Центральную Россию.

## Винный пояс
Винный пояс расположен к югу от пивного и водочного поясов. Это — государства и страны с тёплым климатом, где возможно выращивание винограда, и где вино является традиционным алкогольным напитком. Винный пояс разные источники располагают примерно между 41°—44° с. ш., 30°—50° с. ш., или 35°—50/51° с. ш..
К государствам и странам винного пояса относятся:
- Испания

- Португалия

- Италия

- Венгрия

- Молдова

- Армения

- Грузия

- Греция

- Македония

- Болгария

- Сан-Марино

- Швейцария

- Румыния

- Франция

Иногда к винному поясу относят Южный федеральный округ России, Закарпатье и Галицию.